# Institut d'Action française
L’Institut d'Action française est un institut français de formation politique fondé par l'Action française. Créé à l'initiative de Léon de Montesquiou et mis en place par Louis Dimier en février 1906, à Paris, il permet l'étude, dans leurs détails, des grands problèmes politiques, sociaux et religieux.

## Historique
À l'aube du XXe siècle, l'Action française constate que l’enseignement républicain, du primaire au supérieur, et en particulier de l’enseignement de l’histoire, serait devenu une entreprise de démolition de la nation française. Ce constat aboutit en 1906 à la création d’un Institut d’Action française. Pour l'historien Jacques Prévotat, cette structure est une « sorte d’université créée contre l’Encyclopédie et l’Université officielle », considérée dans les Almanachs d'Action française comme un « institut d'enseignement supérieur contre-révolutionnaire ». Pour Louis Dimier, « l'enseignement dont il s'agit suppose l'hostilité fondamentale, hostilité instructive et féconde, entre l'intelligence et la Révolution ». L'institut est conçue comme une école des cadres.
L'institut sert un double-objectif : attaquer à rebours les symboles universitaires de la Troisième République dont l'École libre des sciences politiques de la rue Saint-Guillaume dénoncée par Henri Vaugeois et surtout la Sorbonne, et attirer les jeunes que Lucien Moreau fédère aux Étudiants d'Action française.
Arrêtés pendant la Grande guerre, les cours de l'institut reprennent régulièrement en 1919.

## Organisation
Originellement, l'institut est financé par Louise de Courville, amie de Charles Maurras et des époux Barrès,.
L'Institut d'Action française était composé de sept chaires en 1906 puis d'autres ont été rajoutées,.
- La chaire Rivarol, d'histoire des idées politiques, est dirigée par Louis Dimier ;
- la chaire Frédéric Amouretti, d'histoire des relations internationales, est confiée au jeune Jacques Bainville ;
- la chaire Fustel de Coulanges, d'histoire nationale, occupée par l'historien Gustave Fagniez ;
- la chaire du Syllabus, d'enseignement du Syllabus, a pour titulaire Dom Jean-Martial Besse ;
- la chaire Auguste Comte, de politique positive, confiée à Léon de Montesquiou ;
- la chaire Maurice Barrès, du nationalisme français, occupée par Lucien Moreau ;
- la chaire Sainte-Beuve, pour l'empirisme organisateur, est du ressort de Charles Maurras ;
- la chaire La Tour du Pin, d'économie sociale, revient à l'abbé Georges de Pascal ;
- la chaire Louis le Grand, d'intelligence française, créée en 1908 accordée à Pierre Lasserre.

## Les cours
L'accès des cours est libre : l'ensemble des étudiants des facultés parisiennes et provinciales ainsi que les facultés libres peuvent les suivre sans condition. Ils ont lieu au 33, rue Saint-André-des-Arts, à Paris et sont administrés au siège du journal L'Action française, au 14, rue de Rome.
Ces cours portent sur les idées démocratiques pour mieux les critiquer et les dénoncer : les étudiants de l'institut étudient alors la doctrine de la République et les grands hommes de la démocratie. Des cours sont aussi professés autour de l'étude des lois, des mœurs et de l’histoire de France.
Louis Dimier présente la contre-révolution comme une œuvre de l'intelligence dirigée « à la destruction de ce que depuis cent ans en France on nomme la Révolution ». Pour cela, Louis Dimier convoque l'étude de six thèmes et de treize auteurs :
- La contre-révolution en politique : Joseph de Maistre, Louis de Bonald, Antoine de Rivarol, Honoré de Balzac
- La contre-révolution en littérature : Paul-Louis Courier, Sainte-Beuve
- La contre-révolution dans les sciences historiques : Hyppolite Taine, Ernest Renan, Fustel de Coulanges
- La contre-révolution dans les sciences sociales : Frédéric Le Play, Pierre-Joseph Proudhon
- La contre-révolution dans la critique d'art : étude des Prix Goncourt
- La contre-révolution catholique : Louis Veuillot

Certains des auteurs n'appartenant pas strictement au registre contre-révolutionnaire, Louis Dimier réfute les potentielles critiques :

« Ces maîtres ne sont pas tous des personnes amies [..] Oserai-je dire que nous ne les requérons ni pou l'amour d'eux, ni dans le but de leur faire honneur, mais pour nous-mêmes, pour la solidité et la portée d'un enseignement dont ils auront forgé les armes nécessaires. Ce que nous aimons n'est pas l'affaire ; ce qui est utile et fort, ce qu'on ne saurait distraire sans mensonge historique, sans détriment de la critique contre-révolutionnaire, voilà ce que nous prenons et nous faisons nôtre. »

## Publications
Les bulletins des Cours de l’Institut d’Action française sont édités par la librairie Jean Rivain, gendre de Louise de Courville, puis par la Nouvelle Librairie nationale à laquelle il participe.

## Membres
Liste exhaustive de conférenciers de l'Institut d'Action française :
- Philippe Ariès
- Pierre Andreu
- Jacques Bainville
- André Bellessort
- René Benjamin
- Charles Benoist
- Georges Bernanos
- Jean-Martial Besse
- Pierre Biétry
- José le Boucher
- Hubert Bourgin
- Paul Bourget
- Eugène Cavaignac
- Jean Croué
- Léon Daudet
- Louis Dimier
- Roger Dumon
- Gustave Fagniez
- Bernard Frank
- Frantz Funck-Brentano
- Pierre Gaxotte
- Raoul Girardet
- Louis Gonnet
- Pierre Heinrich
- Jean Héritier
- Ernest Huan
- Georges Larpent
- Auguste Longnon
- Jean Longnon
- Charles Maurras
- Michel Mourre
- Léon de Montesquiou
- Lucien Moreau
- Général de Partouneaux
- Marie de Roux
- Pauline Sériot